# Aeroportul Salluit
Aeroportul Salluit (IATA: YZG, ICAO: CYZG) este un aeroport din Salluit⁠(d), Kativik Regional Government⁠(d), Nord-du-Québec⁠(d), Provincia Québec, Canada ce deservește zona Salluit⁠(d). A fost numit după zona deservită.
Situat la o altitudine de 227 m, aeroportul dispune de o singură pistă.